# Basileo Giovanni Pasquale Addone
Basileo Giovanni Pasquale Addone (Potenza, 10 febbraio 1772 – Potenza, 9 agosto 1845) è stato un avvocato, rivoluzionario e politico italiano.

## Biografia

### Formazione e anni giovanili
Insieme al fratello Nicola, tra il 1790 e il 1795 frequenta l'Università di Napoli e si laurea in giurisprudenza, conseguendo il titolo di dottore in utroque jure per proseguire l'attività del padre Gaetano, anch'egli dottore in utroque jure.

### Il 1799
Aderisce con il fratello agli ideali della Rivoluzione francese, diventando prima uno dei maggiori esponenti della borghesia illuminata locale e poi, nel febbraio 1799, esponente della Municipalità Repubblicana di Potenza. Dopo lo scioglimento della Municipalità il 24 febbraio dello stesso anno, in seguito a moti fomentati da feudatari locali sanfedisti, organizzò, insieme al fratello e ad altri rivoluzionari, un complotto e la successiva rivolta armata per eliminare i capi reazionari e ripristinare la Municipalità. Il piano ebbe successo e Basileo Addone assunse il comando della Guardia Civica, partecipando alla resistenza contro le forze sanfediste agli ordini del cardinale Fabrizio Ruffo, che nel maggio 1799 ripresero il controllo di Potenza, confiscando e distruggendo per rappresaglia le proprietà della famiglia Addone. Il padre Gaetano si rifugiò a Napoli, mentre Basileo e Nicola riuscirono a sfuggire alla cattura ed espatriarono in Francia.

### Il Decennio e l'attività politica
Nel 1806 Basilio e il fratello Nicola riuscirono a tornare in Basilicata a seguito dell'Armata d'Italia in cui si erano arruolati e, durante i governi di Giuseppe Bonaparte prima e Gioacchino Murat poi, ottennero importanti concessioni terriere nel Tavoliere delle Puglie. Nel 1806, 1808 e 1819 assunse la carica di sindaco di Potenza.
Nel 1807 Basileo represse moti contadini a Brindisi di Montagna e operò attivamente nella lotta contro il brigantaggio. L'anno successivo venne nominato colonnello delle Milizie Provinciali da Giuseppe Bonaparte, assumendo il comando della legione di Basilicata. Nel 1809 venne nominato cavaliere da Gioacchino Murat, con titolo ereditario. Entra inoltre a far parte della massoneria locale, divenendone un alto dignitario. 
Dopo la fine dell'esperienza napoleonica e la restaurazione dei Borbone sul trono di Napoli, nel 1815 aderì al movimento carbonaro, cercando di riorganizzare le forze liberali in senso anti-borbonico e repubblicano.